# Elecciones presidenciales de Yibuti de 2011
Las elecciones presidenciales de Yibuti fueron realizadas el 8 de abril de 2011, en la que Ismail Omar Guelleh obtuvo la reelección, tras obtener el 80% de los votos. Venció al abogado y juez independiente Mohamed Warsama Ragued, quién obtuvo el 19% de los votos.
Las coaliciones de oposición de Yibuti boicotearon las elecciones, afirmando de que estas no eran libres y que estaban arregladas, dejando como únicos candidatos al Presidente Guelleh y a Ragueh, quién este último había ejercido como Presidente del Consejo Constitucional de Yibuti en 2005. Ragueh también se mostró crítico en relación con diversas irregularidades durante el sufragio.

## Campaña
En abril de 2010, la Cámara de Diputados de Yibuti aprobó una reforma constitucional, que permitiese al Presidente Guelleh, asumir a un tercer período. Previo a ello, los presidentes tenían un límite de dos períodos.
Coincidiendo con la propagación de la Primavera Árabe surgieron protestas masivas en febrero de 2011, cuyos manifestantes exigían la renuncia de Guelleh. En al menos dos ocasiones, el gobierno detuvo a los líderes de oposición y encarcelaron a numerosos manifestantes.
Democracia Internacional (DI), una organización financiada por la Agencia de los Estados Unidos para el Desarrollo Internacional (USAID), se había establecido en el país desde noviembre de 2010 para monitorear las elecciones, pero el gobierno decretó su expulsión el 21 de marzo de 2011, luego de que varios oficiales de la agencia cuestionasen su imparcialidad. La Unión Africana, y las embajadas de Francia y Estados Unidos enviaron algunos obsevadores a monitorear las elecciones, tal como lo hicieron en otros países de la región.
Otro candidato potencial, el empresario Abdourahman Boreh, quién vive en un exilio auto-impuesto en Londres, no participó tras percatarse de que Guelleh se estaba repostulando a la presidencia.
Guelleh asumió a su tercer período presidencia el 8 de mayo de 2011.

## Resultados
| Candidato               | Partido                             | Votos   | %     |
| ----------------------- | ----------------------------------- | ------- | ----- |
| Ismail Omar Guelleh     | Agrupación Popular para el Progreso | 89.942  | 80.63 |
| Mohamed Warsama Ragueh  | Independiente                       | 21.605  | 19.37 |
| Votos en blanco/nulos   | Votos en blanco/nulos               | –       | –     |
| Total                   | Total                               | 111.547 | 100   |
| Participación electoral | Participación electoral             | 152.000 | 73.39 |
| Fuente: IFES            |                                     |         |       |